# Anton Östlin
Anton Östlin, född 28 september 1988, är en svensk orienterare. Han tävlade fram till och med 2008 för Linköpings OK. Mellan 2009 och 2012 representerade han Södertälje-Nykvarn Orientering. Från 2013 tävlar han för Malungs OK Skogsmårdarna. Östlin har guld i SM över medeldistans 2007 som främsta merit.